# Champion-Automobilbau

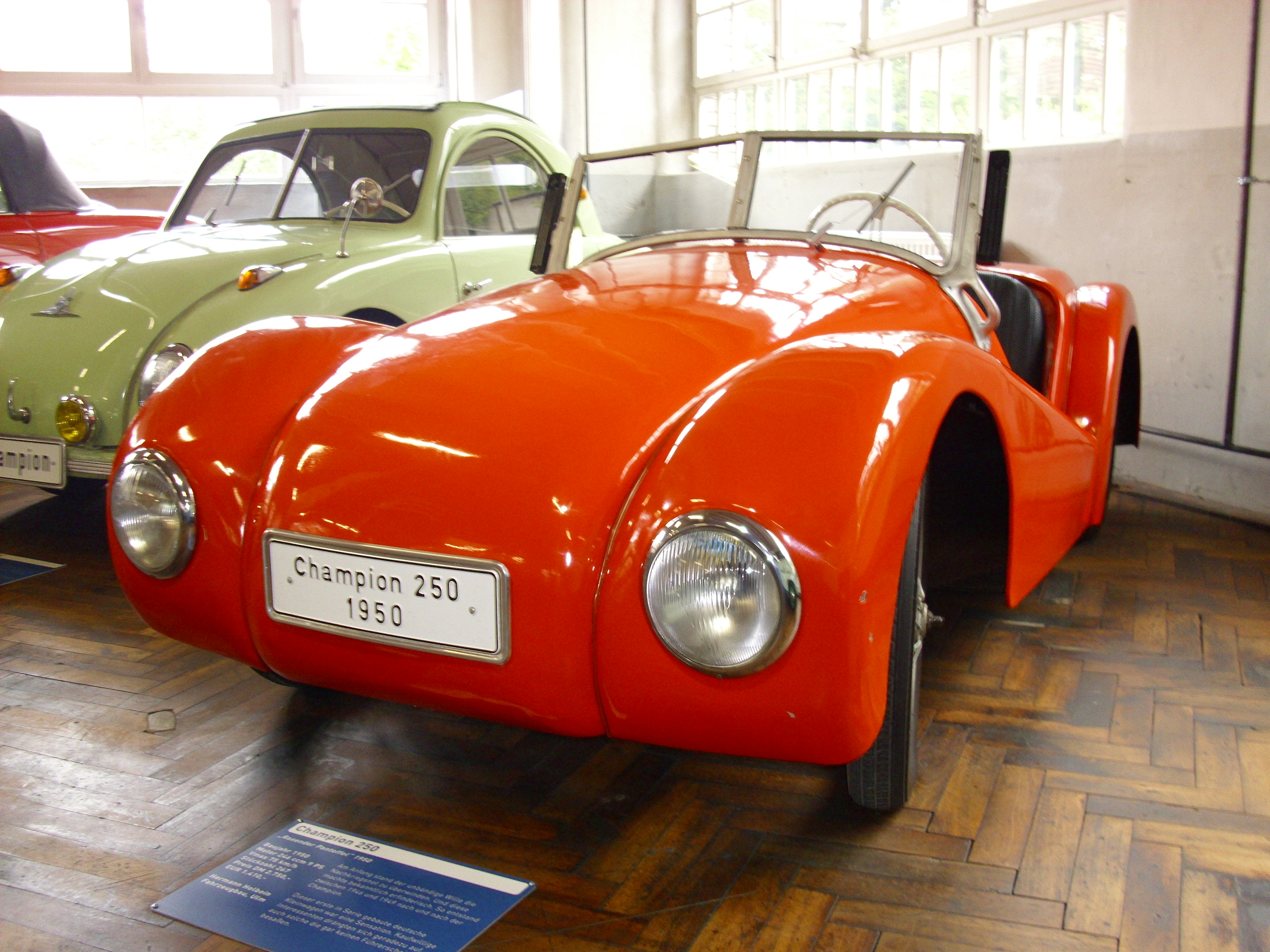
Champion 250 von 1950

Die Champion-Automobilbau GmbH aus Paderborn war ein deutscher Automobilhersteller. Der Markenname lautete Champion.

## Unternehmensgeschichte
Die Benteler International AG aus Bielefeld und der Hermann-Holbein-Fahrzeugbau aus Herrlingen gründeten im Juli 1950 dieses Unternehmen. Die Produktionsstätte befand sich auf einem ehemaligen Militärflugplatz im Paderborner Ortsteil Mönkeloh. Im Oktober 1952 endete die Produktion. Die Rheinische Automobil-Fabrik, Hennhöfer & Co. aus Ludwigshafen am Rhein übernahm die Produktionsanlagen.

## Modelle
Die bisherigen Roadster-Modelle Champion 250 und Champion 250 S wurden noch bis März 1951 weiter produziert. Im Februar 1951 kam die Cabriolimousine Champion 400 dazu.